# Vesicularia caloblasta
Vesicularia caloblasta là một loài Rêu trong họ Hypnaceae. Loài này được Broth. & Dixon mô tả khoa học đầu tiên năm 1915.